# Miranda del Refugio
Miranda del Refugio är en ort i Mexiko.   Den ligger i kommunen Lagos de Moreno och delstaten Jalisco, i den centrala delen av landet, 400 km nordväst om huvudstaden Mexico City. Miranda del Refugio ligger 1 936 meter över havet och antalet invånare är 197.
Terrängen runt Miranda del Refugio är platt åt sydväst, men åt nordost är den kuperad. Runt Miranda del Refugio är det ganska tätbefolkat, med 54 invånare per kvadratkilometer. Närmaste större samhälle är Cristeros Fraccionamiento, 18,2 km öster om Miranda del Refugio. I omgivningarna runt Miranda del Refugio växer huvudsakligen savannskog.